# Verein für Sprachpflege
Der Verein für Sprachpflege (VfS) ist ein „Zusammenschluss von Vertretern verschiedener [Sprach-]Vereine mit dem Ziel, gemeinsam erarbeitete Publikationen zu ermöglichen“. Er ist Herausgeber der Zeitschrift Deutsche Sprachwelt (DSW), die die deutsche Sprache als von Political Correctness bedroht ansieht und von der SPD dem Rechtspopulismus zugerechnet wird. So verteidigte die Hauspublikation Begriffe wie „Zigeunersoße“, „Neger“ und „Mohrenkopf“ und bezeichnet in einer Karikatur das Gendersternchen als „Depp*innensternchen“, und ein Autor forderte dazu auf, „das Vokabular der Merkel-Jahre [zu] sammeln“, denn „politische Steuerung durch Sprache [sei] keineswegs neu“.

## Verein und Vereinsgeschichte
Heinrich Heeger (1917–1985), Gymnasiallehrer für Deutsch und Erdkunde und Vorsitzender des Zweigs Hamburg der Gesellschaft für deutsche Sprache (GfdS), gründete 1963 den Verein für Sprachpflege (VfS). Auslöser zur Vereinsgründung war Heegers äußerst kritische Haltung zu Fremdwörtern, die in den 1960er Jahren zunehmend unvereinbar mit den Grundsätzen der GfdS wurde und schließlich zu seinem Ausscheiden aus der Gesellschaft führte. Der Großteil der Mitglieder des Hamburger Zweigvereins der GfdS folgte Heeger in den VfS, der sich im Gegensatz zur GfdS „in Fortsetzung der Tradition des Allgemeinen Deutschen Sprachvereins die entschiedene Fremdwortbekämpfung als eine Hauptaufgabe gesetzt hatte“. Sein Leitspruch war daher jener des Allgemeinen Deutschen Sprachvereins: „Kein Fremdwort für das, was deutsch gut ausgedrückt werden kann.“ Zwischen 1963 und 1970 verkaufte der VfS rund 70.000 Aufkleber mit diesem Spruch.
Vereinsorgan des VfS war Der Sprachpfleger, von dem der Verein im Laufe von 23 Jahren insgesamt 86 Ausgaben in einer Auflage von jeweils vier- bis zehntausend Stück in Frakturschrift herausgab. Der Sprachpfleger wurde an Vereinsmitglieder, Freunde, Förderer sowie an Behörden und Bundestagsabgeordnete verschickt.
Dem VfS, der 1970 kurzzeitig in Muttersprache umbenannt wurde, sich seit Winter 1971 aber Hamburger Verein für Sprachpflege nannte und von dem auch die Zweigvereine Rhein-Main und Südost existierten, saß Heeger bis zur Mitgliederversammlung am 9. November 1985, die in Erlangen stattfand, vor. Hier legte Heinrich Heeger seinen Vorsitz aus gesundheitlichen Gründen nieder und wurde einstimmig zum Ehrenvorsitzenden gewählt. Er verstarb nur kurze Zeit später.
Nach Heegers Tod schlief das Vereinsleben allmählich ein. Neuer Vorsitzender wurde 1985 der damals 69-jährige Karl Teubner mit Wohnsitz in Brüssel, wo er bis zu seiner Pensionierung als Übersetzer und Überprüfer der Kommission der Europäischen Wirtschaftsgemeinschaft gearbeitet hatte. Unter dem nächsten Vorsitzenden Mathias Weifert kam es Ende der 1980er Jahre zu Brüchen im Verein, worauf sich zahlreiche Mitglieder stattdessen im Bund für deutsche Schrift und Sprache (BfdS) engagierten. Der VfS stand nun kurz vor der Auflösung. 1991 übernahm der Zweig Rhein-Main unter Christoph Schallert die Vereinsführung und Ende 1993 folgte die Pfarrerin Gabriele Staffel im Vorsitz. Der Vereinssitz wurde nach Mainz verlegt. 1995 gab der Verein schließlich seine Rechtsfähigkeit auf.
1999 wurde der VfS neu belebt und hielt die Rechte am Vereinsorgan Der Sprachpfleger. Am 6. November desselben Jahres wurde ein neuer Vorstand gewählt. Erster Vorsitzender wurde Stefan Micko, der auch dem Wiener Verein Muttersprache vorsaß. Zweiter Vorsitzender wurde Manfred Riebe, der zugleich dem Verein für deutsche Rechtschreibung und Sprachpflege (VRS) in Schwaig bei Nürnberg vorsaß. Beisitzer wurde u. a. Thomas Paulwitz aus Erlangen, der seit Mai 2000 Schriftleiter der Deutschen Sprachwelt ist.
Im Jahr 2000 fand eine Neugründung des VfS mit einem neuen Vorstand statt. Den Vorsitz übernahm 2001 Hans-Manfred Niedetzky, seinerzeit zugleich Regionalbeauftragter des Vereins Deutsche Sprache (VDS). Ihm folgte im Mai 2005 Thomas Paulwitz als Vereinsvorsitzender.
In der Debatte über die Aufnahme der deutschen Sprache ins Grundgesetz betreibt der Verein die Initiative „Deutsch ins Grundgesetz“, in der er sich für die Festschreibung der Sprache im Grundgesetz, mittels einer Ergänzung des Artikels 22 GG um einen entsprechenden Absatz (3), einsetzt.